# Promozione Veneto 1978-1979
Nella stagione 1978-1979 la Promozione era sesto livello del calcio italiano (il massimo livello regionale). Qui vi sono le statistiche relative al campionato in Veneto.
Il campionato è strutturato in vari gironi all'italiana su base regionale, gestiti dai Comitati Regionali di competenza. Promozioni alla categoria superiore e retrocessioni in quella inferiore non erano sempre omogenee; erano quantificate all'inizio del campionato dal Comitato Regionale secondo le direttive stabilite dalla Lega Nazionale Dilettanti, ma flessibili, in relazione al numero delle società retrocesse dal Campionato Interregionale e perciò, a seconda delle varie situazioni regionali, la fine del campionato poteva avere degli spareggi sia di promozione che di retrocessione.

## Girone A

### Squadre partecipanti
| Club                      | Città                      |
| ------------------------- | -------------------------- |
| S.C. Bardolino            | Bardolino (VR)             |
| U.S. Cerea                | Cerea (VR)                 |
| A.S. Cittadella           | Cittadella (PD)            |
| A.C. Cornedo              | Cornedo Vicentino (VI)     |
| U.S. Euganea Teolo        | Teolo (PD)                 |
| U.S. Lendinarese          | Lendinara (RO)             |
| U.S. Malo                 | Malo (VI)                  |
| U.S. Petrarca             | Padova (PD)                |
| Rovigo Calcio             | Rovigo (RO)                |
| A.C. S.A.B.A. Zanè        | Zanè (VI)                  |
| A.C. San Vitale           | Megliadino San Vitale (PD) |
| A.S. Sommacampagna        | Sommacampagna (VR)         |
| A.C. Thiene               | Thiene (VI)                |
| A.C. Trissino             | Trissino (VI)              |
| A.C. Valdagno             | Valdagno (VI)              |
| A.C. Villafranca Veronese | Villafranca di Verona (VR) |

### Classifica finale
|  | Pos. | Squadra              | Pt | G  | V  | N  | P  | GF | GS | DR |
|  | ---- | -------------------- | -- | -- | -- | -- | -- | -- | -- | -- |
|  | 1.   | Valdagno             | 44 | 30 | 17 | 10 | 3  | 42 | 14 |    |
|  | 2.   | U.S. Malo            | 41 | 30 | 16 | 9  | 5  | 46 | 24 |    |
|  | 3.   | Sommacampagna        | 37 | 30 | 13 | 11 | 6  | 29 | 19 |    |
|  | 4.   | Lendinarese          | 36 | 30 | 13 | 10 | 7  | 38 | 25 |    |
|  | 5.   | Cittadella           | 35 | 30 | 12 | 11 | 7  | 39 | 30 |    |
|  | 6.   | Euganea Teolo        | 34 | 30 | 11 | 12 | 7  | 36 | 31 |    |
|  | 7.   | Cerea                | 29 | 30 | 10 | 9  | 11 | 23 | 25 |    |
|  | 8.   | Trissino             | 28 | 30 | 9  | 10 | 11 | 35 | 32 |    |
|  | 9.   | Thiene               | 28 | 30 | 10 | 8  | 12 | 35 | 38 |    |
|  | 10.  | San Vitale           | 26 | 30 | 9  | 8  | 13 | 23 | 31 |    |
|  | 10.  | Petrarca             | 25 | 30 | 7  | 11 | 12 | 18 | 23 |    |
|  | 10.  | Cornedo              | 25 | 30 | 8  | 9  | 13 | 26 | 37 |    |
|  | 10.  | S.A.B.A. Zanè        | 25 | 30 | 7  | 11 | 12 | 21 | 34 |    |
|  | 14.  | Bardolino            | 25 | 30 | 7  | 11 | 12 | 18 | 33 |    |
|  | 15.  | Rovigo               | 21 | 30 | 6  | 9  | 15 | 21 | 35 |    |
|  | 16.  | Villafranca Veronese | 21 | 30 | 6  | 9  | 15 | 24 | 43 |    |

Verdetti
- Il Valdagno è promosso in Serie D.
- Bardolino (peggiore differenza reti), Rovigo e Villafranca retrocedono in Prima categoria.
- Il Rovigo, retrocesso in Prima Categoria, è stato successivamente riammesso.

## Girone B

### Squadre partecipanti
| Club                         | Città                     |
| ---------------------------- | ------------------------- |
| A.C. Belluno                 | Belluno (BL)              |
| A.C. Caorle                  | Caorle (VE)               |
| A.C. Fiesso d’Artico         | Fiesso d'Artico (VE)      |
| G.S. Giorgione               | Castelfranco Veneto (TV)  |
| A.C. Julia                   | Concordia Sagittaria (VE) |
| U.S. Miranese                | Mirano (VE)               |
| U.S. Muranese                | Murano (VE)               |
| U.S. Opitergina              | Oderzo (TV)               |
| A.C. Pellizzari              | Vedelago (TV)             |
| A.S. Pievigina               | Pieve di Soligo (TV)      |
| A.C. Portogruaro             | Portogruaro (VE)          |
| A.C. Pro Mogliano            | Mogliano Veneto (TV)      |
| A.S. Rosada San Fior         | San Fior (TV)             |
| A.C. Spinea                  | Spinea (VE)               |
| F.C. Union Clodiasottomarina | Sottomarina (VE)          |
| U.S. Vittorio Veneto         | Vittorio Veneto (TV)      |

### Classifica finale
|  | Pos. | Squadra                 | Pt | G  | V  | N  | P  | GF | GS | DR  |
|  | ---- | ----------------------- | -- | -- | -- | -- | -- | -- | -- | --- |
|  | 1.   | Spinea                  | 47 | 30 | 18 | 11 | 1  | 49 | 19 | +30 |
|  | 2.   | Vittorio Veneto         | 37 | 30 | 10 | 17 | 3  | 32 | 17 | +15 |
|  | 3.   | Pellizzari              | 37 | 30 | 15 | 7  | 8  | 38 | 26 | +12 |
|  | 4.   | Opitergina              | 35 | 30 | 12 | 11 | 7  | 28 | 18 | +10 |
|  | 5.   | Pievigina               | 32 | 30 | 11 | 10 | 9  | 41 | 31 | +10 |
|  | 6.   | Muranese                | 32 | 30 | 10 | 12 | 8  | 36 | 27 | +9  |
|  | 7.   | Portogruaro             | 31 | 30 | 10 | 11 | 9  | 34 | 25 | +9  |
|  | 8.   | Julia                   | 31 | 30 | 9  | 13 | 8  | 29 | 28 | +1  |
|  | 9.   | Fiesso d'Artico         | 29 | 30 | 9  | 11 | 10 | 34 | 36 | -2  |
|  | 10.  | Union Clodiasottomarina | 29 | 30 | 10 | 9  | 11 | 31 | 33 | -2  |
|  | 11.  | Pro Mogliano            | 29 | 30 | 11 | 7  | 12 | 31 | 34 | -3  |
|  | 12.  | Rosada San Fior         | 27 | 30 | 7  | 13 | 10 | 31 | 35 | -4  |
|  | 13.  | Miranese                | 26 | 30 | 8  | 10 | 12 | 24 | 29 | -5  |
|  | 14.  | Belluno                 | 26 | 30 | 7  | 12 | 11 | 26 | 36 | -10 |
|  | 15.  | Caorle                  | 22 | 30 | 6  | 10 | 14 | 27 | 42 | -15 |
|  | 16.  | Giorgione               | 10 | 30 | 1  | 8  | 21 | 19 | 61 | -42 |

Verdetti
- Spinea è promossa in Serie D.
- Caorle e Giorgione retrocedono in Prima Categoria.
- Belluno retrocesso in Prima Categoria, è stato successivamente riammesso.